# Amblystegium
Amblystegium là một chi rêu trong họ Amblystegiaceae.